# Guillaume Faye
Guillaume Faye (Angoulême, 7 novembre 1949 – Parigi, 6 marzo 2019) è stato un giornalista e scrittore francese.

## Biografia
Diplomato all'Institut d'études politiques di Parigi e titolare di un dottorato in scienze politiche, è stato uno dei principali teorici del Groupement de Recherches et Etudes pour la Civilisation Européenne (GRECE), e dell'ambiente più tardi noto come Nuova Destra francese, nel periodo che va dal 1970 al 1986. In seguito, sarà ispiratore di diversi ambienti etno-identitari presenti in tutta Europa. 
Rompe definitivamente col GRECE nel 1987, avvicinandosi al belga Robert Steukers, ex esponente del Secrétariat Études & Recherches del GRECE-Belgique e animatore di un circolo culturale nato sul solco della Nuova Destra ma più radicale, il gruppo EROE (Études, Recherches et Orientations Européennes), ufficializzando il tutto con una lettera inviata al GRECE il 25 maggio 1987, per spiegare le ragioni della sua rottura e l'adesione ad un nuovo progetto in cui sarebbero stati coinvolti dissidenti dei vari circoli europei vicini alla Nuova Destra e personalità della destra radicale, l'associazione EUROPA:
«L'obiettivo, dunque, è gettare le basi di un movimento: 1) che si estenda agli altri paesi europei; 2) che trascuri le vecchie sfaldature; 3) che metta a frutto il capitale costituito in seno al GRECE; 4) che miri alla costruzione concreta di élite attive e all'intervento positivo nella società civile. Questo lavoro sarà lungo e difficile. Ma è indispensabile cominciarlo fin da ora. È ugualmente indispensabile (e logico) che il massimo di aderenti e simpatizzanti del GRECE si unisca a ciò che è la sua continuazione storica. Beninteso, uomini nuovi, venuti da ogni parte dell'orizzonte, si uniranno a noi. Per affrontare il mondo reale e agirvi, noi ne avremmo bisogno. Sul piano giuridico, l'embrione di questo nuovo movimento (che non è evidentemente né un partito né un apparato!), destinato ad apportare energia nuova alla nostra comunità, è stato fondato sotto la forma di un'associazione: EUROPA. Il nuovo movimento è nella sua fase di preparazione e non comincerà realmente, a livello europeo, le sue attività che al rientro dalle vacanze 1987. Il suo atto di nascita concreto sarà l'UNIVERSITÉ D'ÉTÉ 1987, che avrà luogo a Nivernais […] alla fine di agosto, nel corso della quale verranno gettate le basi del nostro lavoro».
L'associazione EUROPA sarà l'embrione del network nazionalbolscevico Synergies Européennes, un'aggregazione di natura culturale nata nel 1993-1994 sulla falsariga del GRECE che ha visto la confluenza di esponenti del radicalismo di destra e quelli della Nuova Destra, fra i quali lo studioso fiammingo Robert Steukers, designato dallo stesso Guillaume Faye, dopo la rottura con Alain de Benoist, come continuazione storica di un GRECE oramai infiacchitosi e incapace di divenire un punto di riferimento metapolitico per tutta l'estrema destra. Collaborerà con l'italiano Stefano Vaj - ex membro del Secrétariat Études & Recherches del GRECE, collaboratore di riviste come l'Uomo libero, La Gazzetta Ticinese, Nouvelle École (rivista del GRECE), La Padania, Letteratura-Tradizione, Rinascita. Quotidiano di Sinistra Nazionale, Intervento, The Ring, Il Federalismo, Transumanar, Dissenso e Il Candido, e militante identitarista, membro dell'associazione etnonazionalista vicina alla Lega Nord Terra Insubre - animando assieme a quest'ultimo il Collectif de Réflexion sur le Monde Contemporain. Faye, inoltre, collabora anche con l'associazione identitaria Terre et Peuple, gruppo dell'estrema destra francese animato dall'ex presidente del GRECE Pierre Vial, vicino agli identitari filoleghisti di Terra Insubre. 
Ha collaborato con giornali e riviste come Figaro-Magazine e Paris Match, nonché con l'emittente radio Skyrock.
Muore di cancro il 6 marzo 2019 all'età di 69 anni.

## Pensiero
Faye propone un pensiero volontarista, faustiano, marcatamente nietzscheano e portatore di un neopaganesimo postmoderno. La sua visione del mondo esalta la tecnoscienza visionaria dello spirito europeo. In quest'ottica Faye propone una biopolitica positiva particolarmente radicale, esaltata anche come possibile via per far fronte alla crisi demografica che minaccia l'Europa.
Da un punto di vista più politico, nella prima parte del suo percorso culturale Faye adotta vedute particolarmente anti-occidentaliste e apertamente terzomondiste. In quest'epoca, durata fino a metà degli anni ottanta, Faye designa come nemico principale il mondo occidentale a guida USA, contro il quale tutti i popoli liberi e radicati nelle proprie tradizioni devono far fronte comune. Le sue riflessioni sul Sistema come entità acefala e autoregolantesi anticipano le dinamiche dell'attuale globalizzazione e richiamano alla mente alcune tesi di Michel Foucault sulla microfisica del potere.
A partire dalla fine degli anni novanta, Faye ha invece sviluppato un'autocritica che coinvolge soprattutto le sue vedute di un tempo a proposito dell'Islam, da lui ora indicato come nemico giurato dell'Europa. In quest'ultima fase della sua attività metapolitica, Faye denuncia l'immigrazione allogena come una forma di colonizzazione di popolamento. Nel libro L'Archéofuturisme (Paris, l'Æncre, 1998), Faye elabora l'archeofuturismo, una "sintesi" ispirata alla Rivoluzione conservatrice fra arcaismo (cioè 'fondamento', 'inizio', 'stimolo fondatore', cioè il continuo richiamo ai valori ancestrali di matrice indoeuropea presenti nella cultura dei popoli del continente, come la fedeltà e l'onore) e futurismo (inteso come 'dinamismo', 'volontà di potenza', 'proiezione nel futuro', o, più semplicemente, il desiderio di forgiare un popolo europeo nel futuro e per il futuro, senza mai perdere di vista l'ambizione, l'indipendenza, la creatività e la potenza). Questa "sintesi culturale" che si ispira alle riflessioni di Friedrich Nietzsche e di Giorgio Locchi, riprende e fonde sia concetti presi da questi due filosofi che le riflessioni di Evola, Marinetti e Heidegger:
«Bisogna riconciliare Evola e Marinetti, […] [riprendere] il pensiero organico, unificante e radicale di Friedrich Nietzsche e Martin Heidegger; pensare insieme la tecno-scienza e la comunità immemorabile della comunità tradizionale. Mai l'una senza l'altra. Pensare […] l'uomo europeo a un tempo come il deinatatos («il più audace»), il futurista, e l'essere di lunga memoria. Globalmente il futuro richiede il ritorno dei valori ancestrali, e questo per tutta la Terra». (G. Faye, Archeofuturismo, Cusano Milanino, SEB, 2000, p. 82)
L'archeofuturismo - sviluppatasi sul solco della Nouvelle Droite, del Movimento völkisch, del nazionalismo europeo e del federalismo etnico con l'aggiunta dell'islamofobia - si contrappone all'egualitarismo "giudaico-cristiano" «Sorta dall'evangelismo laicizzato, dal mercantilismo anglosassone e dalla filosofia individualista dei Lumi, […] [che] è riuscita a realizzare il suo progetto planetario, basato sull'individualismo economico, l'allegoria del progresso, il culto dello sviluppo quantitativo, l'affermazione di astratti "diritti dell'uomo"» (Ibidem, pp. 55, 56), viene elaborata da Faye per contrastare quella che lui definisce come una "convergenza delle catastrofi" che sta minacciando l'Occidente - concetto estraneo alle vecchie elaborazioni fatte ai tempi de Il sistema per uccidere i popoli - e cioè la "colonizzazione di popolamento" da parte dei popoli del Sud del mondo e da parte di quelli dei paesi islamici, seguita da una catastrofe causata da una "crisi economico-demografica europea" - cioè il rallentamento economico a causa dell'invecchiamento della popolazione continentale e della denatalità -, a cui farà seguito il "caos sociale" nel Sud del mondo causato da una serie di tensioni esplosive a seguito dell'occidentalizzazione forzata e dai relativi squilibri, con l'emersione di poche oligarchie ricche affiancate da masse di diseredati, una grave "crisi economico-finanziaria" che partirà dall'estremo Oriente che, come effetto della globalizzazione, si espanderà in tutto il globo terrestre e la rinascita dei fanatismi religiosi e dei fondamentalismi, come quello islamico. Secondo Faye l'Occidente secolarizzato farà fatica a resistere allo scontro etnico-religioso tra Nord e Sud del mondo e alla crisi ambientale, che piegheranno l'Europa.
I suoi maestri dichiarati sono Friedrich Nietzsche, Carl Schmitt, Giorgio Locchi, Raymond Ruyer e Martin Heidegger.
Pensatore poliedrico, non si è esentato anche dall'analisi economica. Nel saggio breve Per l'Indipendenza Economica si fa portatore di una visione di sviluppo che definisce autocentrato, protezionista in diretta contrapposizione alle direttrici della globalizzazione.

## Opere
- Le système à tuer les peuples, Copernic, 1981.
- La NSC: Nouvelle société de consommation, Editions du Labyrinthe, 1984
- Les nouveaux enjeux idéologiques, Editions du Labyrinthe, 1985.
- L'Archéofuturisme, l'Æncre, 1998.
- La colonisation de l'Europe, Discours vrai sur l'immigration et l'Islam, L'Æncre, 2000.
- Pourquoi nous combattons. Manifeste de la résistance européenne, L'Æncre, 2001.
- Avant-guerre: Chronique d'un cataclysme annoncé, L'Æncre, 2003.
- Le coup d'état mondial, essai sur le nouvel imperialisme américain, l'Æncre, 2004.
- La nouvelle question juive, Les éditions du Lore, 2007.

## Opere in lingua italiana
- La ragnatela mondiale del sistema, in "L'uomo libero", n. 10, aprile 1982
- Gli eroi sono stanchi, in "L'Uomo libero", n. 14, aprile 1983
- NSC. La Nuova Società dei Consumi, in "L'Uomo libero", n. 20, gennaio 1985
- Per l'indipendenza economica, in "L'Uomo libero" n. 13, gennaio 1993
- La colonizzazione dell'Europa: la soluzione di Prometeo e del Dottor Faust, in "L'Uomo libero", n. 58, novembre 2004
- Il Sistema per uccidere i popoli, SEB, Milano 1997
- Archeofuturismo, SEB, Milano 2000
- Per farla finita con il nichilismo. Heidegger e la questione della tecnica, SEB, Milano 2007
- Futurismo e modernità, in "Divenire. Rassegna di studi interdisciplinari sulla tecnica e il postumano. Vol. 3"
- Perchè combattiamo. Manifesto della Resistenza Europea, Passaggio al bosco, 2023